# Az 1937-es párizsi világkiállítás nemzetközi labdarúgótornája
Az 1937-es párizsi világkiállítás nemzetközi labdarúgótornája (Tournoi international de l'Exposition Universelle de Paris) 1937. május 30. és június 6. között került megrendezésre Franciaországban. A tornát szándékosan úgy szervezték hogy egybeessen az 1937-es párizsi világkiállítás idejével. A szervezők nyolc csapatot hívtak meg Európából a tornán való részvételre, köztük a magyar Phöbus csapatát. A tornát az olasz bajnoki címvédő Bologna csapata nyerte, a döntőben 4—1 arányú győzelmet aratva az angol Chelsea csapata ellen.

## Résztvett csapatok
- Olympique de Marseille (1936–37-ben francia bajnok)
- Sochaux (1937-ben francia kupagyőztes, 1936–37-ben francia ezüstérmes)
- Bologna (1936–37-ben olasz bajnok)
- Chelsea
- Austria Wien (1936-ban közép-európai kupagyőztes, 1936–37-ben osztrák ezüstérmes)
- Slavia Praha (1936–37-ben csehszlovák bajnok)
- Leipzig (1937-ben német kupagyőztes)
- Phöbus

## Negyeddöntők
| Dátum                 | Csapat #1    | Eredmény | Csapat #2              |
| --------------------- | ------------ | -------- | ---------------------- |
| május 30., Le Havre   | Austria Wien | 2 – 0    | Leipzig                |
| május 30., Strasbourg | Slavia Praha | 2 – 1    | Phöbus                 |
| május 30., Antibes    | Chelsea      | 1 – 11   | Olympique de Marseille |
| május 30., Párizs     | Bologna      | 4 – 1    | Sochaux                |

- 1 A Chelsea csapata jutott tovább pénzfeldobást követően.

## Elődöntők
| Dátum             | Csapat #1 | Eredmény | Csapat #2    |
| ----------------- | --------- | -------- | ------------ |
| június 3., Párizs | Chelsea   | 2 – 0    | Austria Wien |
| június 3., Lille  | Bologna   | 2 – 0    | Slavia Praha |

## A 3. helyért
| Dátum                 | Csapat #1    | Eredmény | Csapat #2    |
| --------------------- | ------------ | -------- | ------------ |
| június 5., Saint-Ouen | Slavia Praha | 3 – 0    | Austria Wien |

## A döntő
| 1937. június 6. |

| Bologna                          | 4–1   | Chelsea    |
| -------------------------------- | ----- | ---------- |
| Reguzzoni 15' 31' 65' Busoni 20' | (3–0) | Weaver 72' |

| Saint-Ouen Játékvezető: Lucien Leclercq (francia) |

| BOLOGNA:    |  |                   |
|             |  |                   |
| GK          |  | Carlo Ceresoli    |
| DF          |  | Dino Fiorini      |
| DF          |  | Felice Gasperi    |
| MF          |  | Mario Montesanto  |
| MF          |  | Michele Andreolo  |
| MF          |  | Giordano Corsi    |
| FW          |  | Giovanni Busoni   |
| FW          |  | Raffaele Sansone  |
| FW          |  | Angelo Schiavio   |
| FW          |  | Francisco Fedullo |
| FW          |  | Carlo Reguzzoni   |
| Vezetőedző: |  |                   |
| Weisz Árpád |  |                   |

| CHELSEA:        |  |                |
|                 |  |                |
| GK              |  | John Jackson   |
| DF              |  | Ned Barkas     |
| DF              |  | George Barber  |
| MF              |  | Billy Mitchell |
| MF              |  | Allan Craig    |
| MF              |  | Sam Weaver     |
| FW              |  | Dick Spence    |
| FW              |  | Jimmy Argue    |
| FW              |  | Joe Bambrick   |
| FW              |  | George Gibson  |
| FW              |  | Ernest Reid    |
| Vezetőedző:     |  |                |
| Leslie Knighton |  |                |